# Norveški red slobodnih zidara
Norveški red slobodnih zidara (norv. Den Norske Frimurerorden) je regularna slobodnozidarska velika loža u Norveška. 

## Povijest
Slobodno zidarstvo u Norveškoj je usko povezano s njegovim razvojem u Danskoj, Engleskoj i Švedskoj. Početak slobodnog zidarstva u Norveškoj identično je onome što se dogodilo u Danskom redu. Norveška i Danska bile su zajednica zemalja, a administracija dvaju entiteta bila je smještena u Kopenhagenu. Tek nekoliko ljudi bilo inicirano u slobodno zidarstvo. Tih nekoliko bili su ili vojnici ili trgovci. Vojnici su imali veze s Njemačkom, a trgovci s Engleskom. Ova šačica ljudi bila je inicirana u engleskim ložama u Hamburgu ili Londonu. Međutim, organizirano slobodno zidarstvo došlo je u Kopenhagen 1743. godine s osnivanjem Lože "Sv. Martin", dok je u Christianiju (danas Oslo) 1749. godine osnovana Loža "Sv. Olaf". Obje su lože utemeljene pomoću pravila koji je Christian Conrad Danneskiold-Laurvig dobio u Londonu. Tijekom prvih godina Loža "Sv. Olaf" je radila po engleskim obredu. Loža je stekla određenu popularnost i inicirala je više od 25 članova, a do 1772. godine imali su članstvo od više od 25 majstora masona.
Povezanost s Engleskom kasnije je istaknuta kada je grupa norveških mecena i trgovaca inicirana u Kapitel Svetog kraljevskog luka u Londonu 1784. godine te donijela u Oslo patent za osnivanje Kapitela Dovre.
Nakon prekida u svom radu Loža "Sv. Olaf" je ponovno počela s radom, prakticirajući Obred strožeg opsluživanja nekoliko godina sve dok Ispravljeni obred nije uveden pod nadzorom princa Princ Karla Hessenskog koji je bio guverner u Norveškoj u ime danskog kralja.
Godine 1814. Norveška je izašla iz zajednice s Danskom kao posljedica Napoleonskih ratova, te prešla u personalnu uniju sa Švedskim Carstvom, a Loža "Sv. Olaf" je prešla pod zaštitu Velike lože Švedske. Godine 1818. je Švedski obred uveden u Norveškoj, a vođene norveške masonerije također je prenesena s danskog velikog majstora princa Karla do švedskog velikog majstora kralja Karla XIV. Ivana.
Nešto više od 125 godine kasnije, točnije 1875., na području današnje Norveške osnovana je druga loža, Loža "Oskar do sedam planina" u Bergenu. Dvije godine kasnije, 1877., osnovana je i treća loža, Loža "Gustav do zvijezde vodilje" u Drammenu. 
Loža "Polarna svjetlost" u Trondheimu osnovana je 1883. godine. Međutim, pored napetosti u borbi za neovisnost između Norveške i Švedske, slobodni zidari u Norveškoj željeli su stvoriti slobodnozidarsko tijelo koje bi imalo vladavinu neovisnu o Velikoj loži Švedske. Tako je njemačka Velika loža "Sunce" u Trondheimu 1882. godine osnovala Ložu "Sv. Olaf do obnovljenog Hrama". Tih godina njemci su u Norveškoj osnovali još dvije lože u Oslu, Loža "Olaf Kyrre do zlatnog lanca" (1884.) i Loža "Kolbein do izlazećeg sunca" (1891.).
Četiri norveške, one su Oslu, Bergenu, Trondheimu i Drammenu, su 24. lipnja 1891. godine su uspostavile pokrajinsku veliku ložu pod nazivom Deseta slobodnozidarska pokrajina (Den X frimurerprovins). Švedski kralj Oskar II. u velikoj je mjeri podržavao norveško masonstvo sve dok Norveška nije stekla neovisnost od Švedske 1905. godine kada je izabran neovisni norveški veliki majstor Johan Gottfried Conradi.
Do neovisnosti 1905. u Norveškoj je osnovano još pet loža. Loža "Sveti Svitun" je osnovana 1895. godine u Stavangeru. U Kristiansandu je 1899. osnovana Loža "Orion do dviju rijeka". Larvik je posato dom Lože "Oskar do okrunjene bukve", osnovane 1900. U Oslu su 1903. godine osnovane dvije lože: "Sv. Olaf do tri stupa" i "Sv. Olaf do tri ruže".
Loža "Sveti Halvard" osnovana je u Hamaru 1908. godine, dok je Loža "Humanitas do drugog ljiljana" uspostavljena u Skienu godinu dana kasnije, 1909. godine. Loža "Sveti Magnus" započela je svoje djelovanje u Fredrikstadu 1913. godine. Nakon Prvog svjetskog rata, 1919. godine, osnovana je Loža "Sjevernjača" u Tromsøu. Ubrzo zatim, 1920. godine, osnovane su dvije lože: "Harald do blistave nade" u Haugesundu i "Bratstvo do dva svjetionika" u Arendalu. Također, 1920. godine, u Oslu je osnovana još jedna loža pod pokroviteljstvom njemačke Velike lože "Sunce", Loža "Kolbein do izlazećeg sunca". Norveška Deseta pokrajina osnovala je Ložu "Regul" 1924. godine u Ålesundu, dok je iste godine u Bodøu uspostavljena Loža "Ponoćno sunce". Loža "Sv. Mihael do svjetlećeg križa" započela je svoje djelovanje 1926. godine u Tønsbergu. Krajem 1920-ih, točnije 1929. godine, osnovana je Loža "Sedmokraka zvijezda" u Kristiansundu. U periodu prije Drugog svjetskog rata, 1935. godine, u Moldeu je osnovana Loža "Aldebaran".
Godine 1937. Deseta pokrajina je preimenovana u Norveški red slobodnih zidara. Iste godine, četiri lože pod zaštitom Velike lože "Sunce" prelazi u Norveški red, i to loža u Trondheimu i tri lože iz Osla.
Prve lože nakon Drugog svjetskog rata osnovane su 1950. godine, i to Loža "Sv. Olaf do zlatnog križa" u Lillehammeru i Loža "Sirius" u Mossu. Nakon toga slijedi razdoblje s više od dvadeset godina bez novih loža u Norveškoj da bi tijekom 1970-ih bile osnovane četiri nove lože. Godine 1972. osnovana je Loža "Arktur" u Narviku, dok je 1976. godine u Gjøviku uspostavljena Loža "Bijeli labud". Sljedeće godine, 1977., osnovana je Loža "Čvrsta tvrđava" u Kongsvingeru. Loža "Kapela" u Namsosu započela je svoje djelovanje 1978. godine.
U 1980-im godinama je osnovano sedam loža. Godine 1980. osnovane su lože "Polarni krug" u Mo i Rani, "Zvijezda do sedam mora" u Sandefjordu, "Sv. Olaf do zlatne mistrije" u Oslu i "Karl do norveškog lava" u Bergenu. Godine 1981. u Notoddenu je osnovana Loža "Stari hrast", dok su 1982. godine uspostavljene lože "Eystein" u Svolværu i "Sjeverna kruna" u Harstadu.
U 1990-im godinama Norveški red je osnovao 14 loža. Loža "Hafrsfjord do tri mača" osnovana je 1991. godine u Stavangeru. Godine 1994. u Elverumu je uspostavljena Loža "St. Torleiv do drugog tornja". Sljedeće godine, 1995., osnovane su lože "Eyvind do sedam vrhova" u Sandnessjøenu i "Sv. Nikola do zlatnog sidra" u Sarpsborgu. Godine 1996. osnovane su tri lože: "Sv. Mihael do zlatne zvijezde" u Mosjøenu, "Polarna svjetlost" u Alti i "Fredrikshald" u Haldenu. Godine 1997. u Skiju je osnovana Loža "Zlatni krug" te u Hammerfestu Loža "Ultima Thule". Godine 1998. osnovane su još tri lože; "Sv. Knut do uzlaznog orla" u Brønnøysundu, "Sv. Stjepan do tri kamena" u Sortlandu i "Sv. Clemens do pravog kuta" u Oslu. Kraj desetljeća obilježen je osnivanjem loža "Karlo Ivan" u Hortenu i "Halvdan Crni do zlatnog mača" u Hønefossu, obje 1999. godine.
Početkom 21. stoljeća osniva se 13 novih loža. Godine 2000. osnovane su lože "Ottar do drugog ključa" u Bardufossu i "Vesta do vječne vatre" u Voldi. Sljedeće godine, 2001., u Hamaru je uspostavljena Loža "Sveti Torfinn". Loža "Sv. Mikael do stare gostionice" osnovana je 2002. godine u Vossu, dok je 2004. godine u Drammenu uspostavljena Loža "Zlatni ključ". Godine 2005. osnovane su lože "Salten" u Bodøu, "Haakon do zlatnog šljema" u Stordu i "Flikke do drugog fjorda" u Flekkefjordu. Lože "Jutarnja zvijezda" u Rørosu i "Kristijan do plemenitog srebra" u Kongsbergu osnovane su 2007. godine. Godine 2008. u Levangeru je uspostavljena Loža "Olafova svjetlost", dok je 2009. godine u Strømmen osnovana Loža "Olav do zlatnog šestara". A deset godina kasnije, 2019., osnovana je u Oslu i Loža "Sv. Olaf do tri čekića".

## Ustroj
Sjedište Norveškog reda slobodnih zidara je u Oslu, pored Norveškog parlamenta.

### Lože
U lipnju 2024. godine Norveški red slobodnih zidara na razini plave lože uključuje 64 lože koje rade na Ivanovskim stupnjevima Švedskog obreda, i to devet u Oslu, po dvije u Bergenu, Bodøu, Drammenu, Hamaru, Kristiansandu, Stavangeru i Trondheim, te po jedna u Ålesundu, Altau, Arendalu, Bardufossu, Brønnøysundu, Elverumu, Flekkefjordu, Fredrikstadu, Gjøviku, Haldenu, Hammerfestu, Harstadu, Haugesundu, Hønefossu, Hortenu, Kongsbergu, Kongsvingeru, Larviku, Levangeru, Lillehammeru, Mo i Rani, Moldeu, Mosjøenu, Mossu, Namsosu, Narviku, Notoddenu, Rørosu, Sandefjordu, Sandnessjøenu, Sarpsborgu, Skiu, Skienu, Sortlandu, Stordu, Strømmenu, Svolvær, Tønsbergu, Tromsøu, Voldi i Vossu.
- Loža "Sv. Olaf do bijelog leoparda" (Sankt Johanneslogen St. Olaus til den hvide Leopard) br. 1, Oslo – nosi naziv po kralju Olafu II. Haraldssonu iz 11. stoljeća.
- Loža "Oskar do sedam planina" (Sankt Johanneslogen Oscar til de syv Bjerge) br. 2, Bergen – nosi naziv po švedskom i norveškom kralju Oskaru II., prvom velikom majsoru Norveškog reda.
- Loža "Gustav do zvijezde vodilje" (Sankt Johanneslogen Gustav til den ledende Stjerne) br. 3, Drammen – nosi naziv po švedskom kralju Gustavu V.
- Loža "Polarna svjetlost" (Sankt Johanneslogen Nordlyset) br. 4, Trondheim – nosi naziv po pojavi polarna svjetlost.
- Loža "Sveti Svitun" (Sankt Johanneslogen St. Svithun) br. 5, Stavanger – nosi naziv po Svitunu, anglosaksonskom biskupu Winchestera i kasnije svetac zaštitnik katedrale u Winchesteru, Hampshire.
- Loža "Orion do dviju rijeka" (Sankt Johanneslogen Orion til de to Floder) br. 6, Kristiansand – nosi naziv po zviježđu Orion.
- Loža "Oskar do okrunjene bukve" (Sankt Johanneslogen Oscar til den kronede Bøg) br. 7, Larvik
- Loža "Sv. Olaf do tri stupa" (Sankt Johanneslogen St. Olaus til de tre Søiler) br. 8, Oslo – nosi naziv po kralju Olafu II. Haraldssonu iz 11. stoljeća.
- Loža "Sv. Olaf do tri ruže" (Sankt Johanneslogen St. Olaus til de tre Roser) br. 9, Oslo – nosi naziv po kralju Olafu II. Haraldssonu iz 11. stoljeća.
- Loža "Sveti Halvard" (Sankt Johanneslogen St. Halvard) br. 10, Hamar – nosi naziv po Hallvardu Vebjørnssonu, mučeniku iz 11. stoljeća.
- Loža "Humanitas do drugog ljiljana" (Sankt Johanneslogen Humanitas til de tvende Liljer) br. 11, Skien
- Loža "Sveti Magnus" (Sankt Johanneslogen St. Magnus) br. 12, Fredrikstad – nosi naziv po Magnusu Erlendssonu, mučeniku iz 12. stoljeća.
- Loža "Sjevernjača" (Sankt Johanneslogen Stella Polaris) br. 13, Tromsø – nosi naziv po zvijezdi Sjevernjači.
- Loža "Harald do blistave nade" (Sankt Johanneslogen Harald til det lysende Haab) br. 14, Haugesund
- Loža "Bratstvo do dva svjetionika" (Sankt Johanneslogen Fraternitas til de tvende Fyrtaarn) br. 15, Arendal
- Loža "Regul" (Sankt Johanneslogen Regulus) br. 16, Ålesund – nosi naziv po Regulu, najsjajnijoj zvijezdi u zviježđu Lava.
- Loža "Ponoćno sunce" (Sankt Johanneslogen Midnatsol) br. 17, Bodø – nosi naziv po prirodnom fenomenu ponoćnog sunca, odnosno polarnog dana.
- Loža "Sv. Mihael do svjetlećeg križa" (Sankt Johanneslogen St. Michael til det lysende kors) br. 18, Tønsberg – nosi naziv po Svetom Mihaelu.
- Loža "Sedmokraka zvijezda" (Sankt Johanneslogen Syvstjernen) br. 19, Kristiansund
- Loža "Aldebaran" (Sankt Johanneslogen Aldebaran) br. 20, Molde – nosi naziv po zvijezdi Aldebaran.
- Loža "Sv. Olaf do obnovljenog Hrama" (Sankt Johanneslogen St. Olaf til det gjenreiste Tempel) br. 21, Trondheim – nosi naziv po kralju Olafu II. Haraldssonu iz 11. stoljeća.
- Loža "Olaf Kyrre do zlatnog lanca" (Sankt Johanneslogen Olaf Kyrre til den gyldne Kjæde) br. 22, Oslo – nosi naziv po kralju Olafu III. iz 11. stoljeća.
- Loža "Kolbein do izlazećeg sunca" (Sankt Johanneslogen Kolbein til den opgaaende sol) br. 23, Oslo – nosi naziv po Kolbeinu Snažnom iz Sage o Sv. Olafu (oko 1225.) autora Snorria Sturlusona.
- Loža "Haakon do tri svjetla" (Sankt Johanneslogen Haakon til de tre Lys) br. 24, Oslo – nosi naziv po kralju Haakonu I.
- Loža "Sv. Olaf do zlatnog križa" (Sankt Johanneslogen St. Olav til det gyldne Kors) br. 25, Lillehammer – nosi naziv po kralju Olafu II. Haraldssonu iz 11. stoljeća.
- Loža "Sirius" (Sankt Johanneslogen Sirius) br. 26, Moss – nosi naziv po zvijezdi Sirius.
- Loža "Arktur" (Sankt Johanneslogen Arcturus) br. 27, Narvik – nosi naziv po zvijezdi Arktur.
- Loža "Bijeli labud" (Sankt Johanneslogen Den hvite Svane) br. 28, Gjøvik – nosi naziv po bijelom labudu na grbu Gjøvika.
- Loža "Čvrsta tvrđava" (Sankt Johanneslogen Den faste Borg) br. 29, Kongsvinger
- Loža "Kapela" (Sankt Johanneslogen Capella) br. 30, Namsos – nosi naziv po zvijezdi Kapela.
- Loža "Polarni krug" (Sankt Johanneslogen Polarcirkelen) br. 31, Mo i Rana – nosi naziv po polarnim krugovima.
- Loža "Zvijezda do sedam mora" (Sankt Johanneslogen Astra til de syv Hav) br. 32, Sandefjord – nosi naziv po sedam mora.
- Loža "Sv. Olaf do zlatne mistrije" (Sankt Johanneslogen St. Olaus til den gyldne Murskje) br. 33, Oslo – nosi naziv po kralju Olafu II. Haraldssonu iz 11. stoljeća i mistriji koju je imao dok je bio djete.
- Loža "Karl do norveškog lava" (Sankt Johanneslogen Carl til den norske Løve) br. 34, Bergen
- Loža "Stari hrast" (Sankt Johanneslogen Den gamle Ek) br. 35, Notodden
- Loža "Eystein" (Sankt Johanneslogen Øystein) br. 36, Svolvær – nosi naziv po kralju Eystein I. iz 12. stoljeća.
- Loža "Sjeverna kruna" (Sankt Johanneslogen Corona Borealis) br. 37, Harstad – nosi naziv po zviježđu Sjeverna kruna.
- Loža "Hafrsfjord do tri mača" (Sankt Johanneslogen Hafrsfjord til de tre Sverd) br. 38, Stavanger – nosi naziv po fjordu Hafrsfjord koji se nalazi pored Stavangera.
- Loža "St. Torleiv do drugog tornja" (Sankt Johanneslogen St. Torleiv til de tvende Taarn) br. 39, Elverumu – nosi naziv po Torleivu Breiskjeggu, poglavice iz Vikena u 12. stoljeću, dok se dva tornja odnose na crkvu u Elverumu.[3]
- Loža "Eyvind do sedam vrhova" (Sankt Johanneslogen Eyvind til de syv Tinde) br. 40, Sandnessjøen – nosi naziv po skaldu iz 10. stoljeća Eyvindu Skaldespilleru te planinskom vijencu Sedam sestara u blizini Sandnessjøena.
- Loža "Sv. Nikola do zlatnog sidra" (Sankt Johanneslogen St. Nikolas til det gyldne Anker) br. 41, Sarpsborg – nosi naziv po Svetom Nikoli, zaštitniku pomoraca te sidru, napravi koja se obara s broda.
- Loža "Sv. Mihael do zlatne zvijezde" (Sankt Johanneslogen St. Michael til den gyldne Stjerne) br. 42, Mosjøen – nosi naziv po Svetom Mihaelu.
- Loža "Polarna svjetlost" (Sankt Johanneslogen Polarlys) br. 43, Alta – nosi naziv po pojavi polarna svjetlost.
- Loža "Fredrikshald" (Sankt Johanneslogen Fredrikshald) br. 44, Halden – nosi naziv po nekadašnjem nazivu za grad Halden.
- Loža "Zlatni krug" (Sankt Johanneslogen Den gyldne Cirkel) br. 45, Ski
- Loža "Ultima Thule" (Sankt Johanneslogen Ultima Thule) br. 46, Hammerfest – nosi naziv po latinskom izrazu za bilo koje udaljeno mjesto koje se nalazi izvan "granica poznatog svijeta". Thule je najsjevernije mjesto koje se spominje u starogrčkoj i rimskoj književnosti i kartografiji.
- Loža "Sv. Knut do uzlaznog orla" (Sankt Johanneslogen St. Knud til den stigende Ørn) br. 47, Brønnøysund – nosi naziv po danskom kralju Knutu IV. Svetom.
- Loža "Sv. Stjepan do tri kamena" (Sankt Johanneslogen St. Stefan til de tre Stene) br. 48, Sortland – nosi naziv po Stjepanu Prvomučeniku koji je kamenovan do smrti.
- Loža "Sv. Clemens do pravog kuta" (Sankt Johanneslogen St. Clemens til den rette Vinkel) br. 49, Oslo – nosi naziv po papi Klementu I.
- Loža "Karlo Ivan" (Sankt Johanneslogen Carl Johan) br. 50, Horten – nosi naziv po švedskom i norveškom kralju Karlu XIV. Ivanu koji je bio i veliki majstor Švedskog reda, a po kojemu i vojna luka u Hortenu nosi ime.
- Loža "Halvdan Crni do zlatnog mača" (Sankt Johanneslogen Halvdan Svarte til det gyldne Sverd) br. 51, Hønefoss – nosi naziv po Halvdanu Crnom, kralju Vestfolda iz 9. stoljeća, ocu prvog norveškog kralja Haralda Lijepokosog.
- Loža "Ottar do drugog ključa" (Sankt Johanneslogen Ottar til de tvende Nøkle) br. 52, Bardufoss – nosi naziv po vikinškom moreplovcu Ottaru iz Hålogalanda koji je svoje putopise dao Alfredu Velikom.
- Loža "Vesta do vječne vatre" (Sankt Johanneslogen Vesta til den evige Ild) br. 53, Volda – nosi naziv po Vesti, božici ognjišta u rimskoj mitologiji.
- Loža "Sveti Torfinn" (Sankt Johanneslogen St. Torfinn) br. 54, Hamar – nosi naziv po biskupu Torfinnu koji je djelovao u Hamaru u 13. stoljeću.
- Loža "Sv. Mikael do stare gostionice" (Sankt Johanneslogen St. Mikael til det gamle Gilde) br. 55, Voss – nosi naziv po Svetom Mihaelu.
- Loža "Zlatni ključ" (Sankt Johanneslogen Den gyldne Nøkkel) br. 56, Drammen
- Loža "Salten" (Sankt Johanneslogen Salten) br. 57, Bodø – nosi naziv po povijesnom područku Salten u Nordlandu gdje je smješten grad Bodø.
- Loža "Haakon do zlatnog šljema" (Sankt Johanneslogen Haakon til den Gyldne Hjelm) br. 58, Stord
- Loža "Flikke do drugog fjorda" (Sankt Johanneslogen Flikke til de tvende Fiorde) br. 59, Flekkefjord – nosi naziv po staronordijskom izrazu po kojem je grad Flekkefjord dobio ime i koji se nalazi pored fjorda.
- Loža "Jutarnja zvijezda" (Sankt Johanneslogen Morgenstjernen) br. 60, Røros – nosi naziv po planetu Venera.
- Loža "Kristijan do plemenitog srebra" (Sankt Johanneslogen Christian til det edle Sølv) br. 61, Kongsberg
- Loža "Olafova svjetlost" (Sankt Johanneslogen Olavslyset) br. 62, Levanger – nosi naziv po kralju Olafu II. Haraldssonu iz 11. stoljeća.
- Loža "Olav do zlatnog šestara" (Sankt Johanneslogen Olav til den gyldne Passer) br. 63, Strømmen – nosi naziv po kralju Olafu II. Haraldssonu iz 11. stoljeća.
- Loža "Sv. Olaf do tri čekića" (Sankt Johanneslogen St. Olaus til de tre Hammere) br. 64, Oslo – nosi naziv po kralju Olafu II. Haraldssonu iz 11. stoljeća.

Pored loža Norveški red ima i devet Ivanovskih bratskih udruga (Sankt Johannes Broderforeninger) te 18 Ivanovskih slobodnozidarskih skupina (Sankt Johannes Frimurergrupper). Bratske udruge rade prema istim smjernicama kao i lože, ali ne mogu izravno primati nove članove, dok su slobodnozidarske skupine premalene da bi formirale bratsku udrugu.
Također, Norveški red ima i istraživačku ložu:
- Loža "Niels Treschow" (Forskningslogen Niels Treschow) br. 900 – nosi naziv po istraživaču i učitelju Nielsu Treschowu,[6]
- kao i dvije istraživačke skupine.

### Uprava
Norveškim redom slobodnih zidara upravlja veliki majstor (norv. Stormester) koji se bira na trogodišnje razdoblje. Dosadašnji veliki majstori su:
1. švedski kralj Karlo XIV. Ivan (1818. – 1844.)
2. švedski kralj Oskar I. (1844. – 1859.)
3. švedski kralj Karlo XV. (1859. – 1872.)
4. švedski kralj Oskar II. (1891. – 1905.)
5. Johan Gottfried Conradi (1905. – 1917.)
6. August Christian Mohr (1917. – 1918.)
7. Wilhelm Færden (1918. – 1923.)
8. Carl Fredrik Johannes Bødtker (1923. – 1928.)
9. Hans Johndal Rønneberg (1928. – 1941.)
10. Ivar Aavatsmark (de facto, 1941. – 1946.)
11. Jacob Hvinden Haug (1946. – 1957.)
12. Carl Kaas (1957. – 1962.)
13. Anton Cathinco Stub Holmboe (1962. – 1969.)
14. Bernhard Paus (1969. – 1990.)
15. Ola Knutrud (1990. – 1996.)
16. Syver Hagen (1996. – 2001.)
17. Magne Frode Nygaard (2001. – 2005.)
18. Ivar Anstein Skar (2005. – 2012.)
19. Tore Evensen (2012. – 2018.)
20. Ragnar Tollefsen (2018. – 2024.)
21. Frode Olsbø (od 2024.)[7]

### Međunarodna suradnja
Norveški red sudjeluje u radu Svjetske konferencije regularnih masonskih velikih loža. Također, potpisao je povelje o prijateljstvu i međusobnom priznavanju s preko 100 regularnih velikih loža.

### Obredi
Povijesni obred Norveškog reda je Švedski obred i to je izvorni obred svih loža. U slobodnom zidarstvu velika loža upravlja simboličkim stupnjevima plave lože (učenik, pomoćnik i majstor) i delegira upravljanje visokim stupnjevima.

## Pridružena tijela i redovi
Uobičajno je da upravljanje visokim stupnjevima svaka velika loža provodi kroz pridružena tijela i redove od kojih svaki predstavlja jedan obred a na temelju potpisanih konkordata. Međutim upravljanje visokim stupnjevima u Švedskom obredu provodi "velika loža" odnosno sam Red.

### Švedski obred
Struktura Norveškog reda u visokim stupnjevima Švedskog obreda, u srpnju 2024. godine, uključuje sljedeće:
- pet kapitela (za stupnjeve od 7. do 11.), dva u Oslu te po jedan u Trondheimu, Bergenu i Tromsø;
  - Norveška velika nacionalna loža  (Den Norske Store Landsloge) br. 700, Oslo[8]
  - Pokrajinska loža Trondheim (Trondhjems Provincialloge) br. 701, Trondheim[9]
  - Pokrajinska loža Bergen (Bergens Provincialloge) br. 702, Bergen[10]
  - Pokrajinska loža Tromsø (Tromsø Provincialloge) br. 703, Oslo[11]
  - Pokrajinska loža Christiania (Christiania Provincialloge) br. 704, Oslo[12]
- osam podvorničkih loža (Stewardsloger) za kapitel (samo 7. i 8. stupanj), i to u Stavanger, Bodøu, Sandefjordu, Hamaru, Ålesundu, Arendalu, Sarpsborgu i Mosjøenu.[13]
- 15 kapitelskih bratskih udruga (Kapitel Broderforeninger) te četiri kapitelske slobodnozidarske skupine (Kapitel Frimurergrupper).[14][15] Bratske udruge rade prema istim smjernicama kao i kapiteli, ali ne mogu izravno primati nove članove, dok su slobodnozidarske skupine premalene da bi formirale bratsku udrugu.
- 19 loža koje rade na stupnjevima sv. Andrije (od 4. do 6. stupnja);[16]
- dvije Andrijevske bratske udruge (Sankt Andreas Broderforeninger) te 14 Andrijevskih slobodnozidarskih skupina (Sankt Andreas Frimurergrupper).[17][18] Bratske udruge rade prema istim smjernicama kao i lože, ali ne mogu izravno primati nove članove, dok su slobodnozidarske skupine premalene da bi formirale bratsku udrugu.

## Vanjske poveznice
- Službena stranica